# John Anglin
John William Anglin, detto J. W. (Donalsonville, 2 maggio 1930 – 2014 o 2015, morte presunta), è stato un criminale statunitense che, insieme al fratello Clarence e a Frank Morris, fu protagonista, l'11 giugno 1962, di una famosa evasione dal carcere di Alcatraz, giorno in cui si persero le tracce.

## Biografia
Sesto di tredici fratelli, nacque a Donalsonville, in Georgia, nel 1930; pochi anni dopo, si trasferì con i familiari a Ruskin, in Florida.
Fin da bambino, insieme ai fratelli Alfred e Clarence, cominciò a commettere alcuni furti; con l'avanzare dell'età adulta, divennero celebri rapinatori di banche e furono arrestati nel 1956. Furono mandati dapprima al Penitenziario di Atlanta, poi al Florida State Prison e poi ancora al Penitenziario federale di Leavenworth. Infine, John fu trasferito ad Alcatraz a causa di una tentata e fallimentare fuga da Atlanta, insieme al fratello Clarence ed all'amico Frank Morris. John arrivò ad Alcatraz il 21 ottobre 1960, come detenuto n. AZ1476, mentre suo fratello arrivò più tardi, il 10 gennaio 1961, come detenuto n. AZ1485.
A partire da settembre 1961, Morris convinse sia gli Anglin che un loro altro amico, Allen West, a partecipare a un tentativo di fuga, effettuato nella notte dell'11 giugno 1962. Dalla fine di maggio del 1962 Morris, West e gli Anglins scavarono dei passaggi attraverso il muro delle loro rispettive celle, allargando i condotti di ventilazione. L'11 giugno cominciò la fuga di John con Morris ed il fratello Clarence, senza West; i tre scalarono l'asta di ventilazione fino ad arrivare sul tetto. Il trio poi scese giù verso la baia, dove prepararono delle zattere di gomma. La mattina successiva l'FBI percorse sia l'isola di Alcatraz che Angel Island nel tentativo di cercare i fuggiaschi, ma nessuno riuscì a ritrovarli. Nel 1962 i tre furono messi sull'elenco dei più ricercati dall'FBI e tutt'oggi sono ancora ricercati dalla Polizia Federale. Solamente West non partecipò alla fuga, credendo di non potercela fare e convinto che fosse decisamente meglio rimanere in cella.
Secondo una successiva indagine fatta dall'ex U.S. Marshal Art Roderick insieme ai fratelli Widner, nipoti degli evasi, è possibile che i due siano riusciti a fuggire legandosi al traghetto che da Alcatraz portava a San Francisco e successivamente usufruendo di una barca portata da un possibile complice esterno. Gli Anglin sarebbero successivamente fuggiti in Sud America, più precisamente in Brasile ed il tutto sarebbe provato da una foto e dalla testimonianza di un tale Fred Brizzi, amico d'infanzia dei fratelli, che asserì di averli incontrati in Brasile nel 1975 (anno in cui è stata scattata la presunta foto dei due), durante un viaggio per lo spaccio di stupefacenti per cui sarà arrestato successivamente.
Se fossero ancora vivi oggi potrebbero ancora essere arrestati, in quanto l'FBI non ha emanato alcun documento che li scagioni, né loro hanno compiuto 99 anni, età per la quale, negli Stati Uniti, non si può più essere reclusi per reati.
Il 23 gennaio 2018 l'FBI conferma l'esistenza di una lettera, scritta presumibilmente da John Anglin, ricevuta nel 2013 dalla San Francisco Police Department che affermava:
(Anonimo)
Le analisi effettuate non hanno rilevato la presenza di DNA o impronte digitali.
L'autore inoltre sostiene che Clarence Anglin sarebbe morto nel 2011 e Frank Morris nel 2005. Presumibilmente malato di cancro, si sarebbe spento nel 2014 o 2015.

## Influenza culturale
- Nel film del 1979 Fuga da Alcatraz John Anglin è interpretato da Fred Ward.
- Nella seconda stagione di Loki, Loki viaggia nel tempo e arriva casualmente nel momento della fuga di Alcatraz del 1962, scoprendo che il suo amico Casey della Time Variance Authority è una variante temporale di Frank Morris; John Anglin è interpretato da Justin Benson, uno dei registi dell'episodio.